# Rio Anterselva
Il Rio Anterselva (Antholzerbach in tedesco) nasce nei pressi del Passo Stalle in Alto Adige, non lontano dal confine austriaco. Forma il lago di Anterselva e confluisce dopo circa 25 chilometri a valle di Rasun Anterselva nel fiume Rienza.
Attraversa l'intero comune di Rasun Anterselva e forma l'omonima valle.